# Martin Roos (Autor)
Martin Roos (* 1967 in Düsseldorf) ist ein deutscher Wirtschaftsjournalist, Autor, Ghostwriter und Redenschreiber.

## Leben
Roos studierte nach dem Abitur in Paris, Wien, Amsterdam und Tübingen Allgemeine Rhetorik, Neuere Deutsche Literatur und Linguistik. Im Jahr 2000 wurde er am Lehrstuhl für Allgemeine Rhetorik in Tübingen promoviert. Nach seinem Volontariat bei der Rheinischen Post wechselte er als Redakteur zum Handelsblatt. Seit 2008 arbeitet er freiberuflich als Journalist, Autor, Dozent, Ghostwriter und Redenschreiber. Roos ist Mitglied der Freien-Organisation Freischreiber, der Wirtschaftspublizistischen Vereinigung Düsseldorf und der Stefan-George-Gesellschaft (Bingen und München). Seit 2015 gehört er dem Vorstand der Heinrich-Heine-Gesellschaft (Düsseldorf) an und wurde 2020 zum 2. Vorsitzenden gewählt. Für sein publizistisches Engagement für die Champagne hat ihn 2019 der Ordre des Coteaux de Champagne (* 1656), einer der ältesten, unter Louis XIV. gegründeten Weinorden Frankreichs, zum Chevalier ernannt.

## Werke (Auswahl)
- ...und hinter den Gesichtern. Biografische Notizen zu Beteiligten am Majdanek-Prozess (1975–1981); hg. von der Mahn- und Gedenkstätte Düsseldorf 1996[1]
- Stefan Georges Rhetorik der Selbstinszenierung, Grupello Verlag, 220 Seiten, Düsseldorf 2000[2]
- Ich, Schöpfer der Kö, ein fiktionaler Monolog des Kö-Architekten Anton Huschberger. In: Die Königsallee in Düsseldorf, Grupello Verlag, Düsseldorf 2001[3]
- Manao ahoana i Madagasikara – Wie geht es, Madagaskar? Geschichten vom sechsten Kontinent. In: Heinz-Kühn-Stiftung, 14. Jahrbuch, Düsseldorf 2000/2001[4]
- Karriereknicke – was Sie tun sollten, um den Job loszuwerden, Grupello Verlag, 95 Seiten, Düsseldorf 2002[5]
- John D. Rockefeller im Porträt, Aufstieg der Industriemagnaten – vom Erbadel zum Geldadel. In: Mythos Geld – der Mensch und die Kräfte des Kapitals, Wissensmedia Verlag, München 2009[6]
- Schreib-Werkstatt – Das A und O der Pressemitteilung, Verlag Johann Oberbauer, Düsseldorf und Eugendorf 2016[7]
- Fukushima Requiem 0311, Text: Martin Roos, Musik: Adrian Oswalt; Uraufführung im Neckarkraftwerk Tübingen am 18. März 2016[8][9]
- Mach’s Maul auf – eine Kurzanleitung zum Redenschreiben, Grupello Verlag, 60 Seiten, Düsseldorf 2016[10]
- Jan Wellem im Salon – Düsseldorfer Eskapaden, Roman, Droste Verlag, 400 Seiten, Düsseldorf 2017[11][12]
- Ja, ich lebe! Ein Gespräch mit Heinrich Heine über die Gegenwart, Heinrich-Heine-Gesellschaft, 25 Seiten, Düsseldorf 2019[13]
- Champagne mon Amour, der Champagneblog über Champagner, Winzer, Nachhaltigkeit und Sehenswertes in der Champagne, Düsseldorf und Reims 2021[14]
- 111 Orte in der Champagne, die man gesehen haben muss, ein literarisch-kulinarischer Reiseführer mit Champagner-Rezepten von Jean-Claude Bourgueil und Fotografien von Tom Jasny, Emons Verlag, 240 Seiten, Köln 2021[15][16]
- Die Unsichtbaren, ein Online-Sozialprojekt mit Wohnungs- und Obdachlosen, Düsseldorf 2021[17]
- Tod in der Champagne, Kriminalroman, Emons Verlag, 272 Seiten, Köln 2021[18]
- Die Weisheit des Champagners, ein filmisches Portrait des Champagnerhauses Drappier, Hoflieferant von Charles de Gaulle; Idee und Redaktion: Martin Roos; Kamera und Schnitt: Tom Jasny; gefördert vom Deutsch-Französischen Bürgerfonds (Fonds citoyen franco-allemand), vom Bundesministerium für Familie, Frauen und Jugend, dem Ministère de l'Éducation nationale, de l'Enfance et de la Jeunesse und dem Ministère de l'Europe et des Affaires étrangères; Düsseldorf und Urville (Aube) 2022[19]
- Die Champagne und das Rheinland, ein Dokumentarfilm über die deutsch-französische Freundschaft von Martin Roos (Idee und Redaktion) und Tom Jasny (Kamera und Schnitt); gefördert vom Deutsch-Französischen Bürgerfonds (Fonds citoyen franco-allemand), vom Bundesministerium für Familie, Frauen und Jugend, dem Ministère de l'Éducation nationale, de l'Enfance et de la Jeunesse und dem Ministère de l'Europe et des Affaires étrangères; Düsseldorf und Colombey-les-Deux-Églises 2022[20]
- 111 Orte in Zeeland, die man gesehen haben muss, ein literarisch-kulinarischer Reiseführer, Emons Verlag, 240 Seiten, Köln 2023[21][22]
- Zeelandgeheimnis, Kriminalroman, Emons Verlag, 270 Seiten, Köln 2023[23][24]
- Amici, amici: Düsseldorf und Palermo, Gestik als Brückenbauer von Kultur- und Sprachgrenzen, eine Fotoausstellung von Martin Roos und Tom Jasny in der Zentralbibliothek Kap1 in Düsseldorf. Das Foto-Projekt ist Teil des städtepartnerschaftlichen Engagements von Düsseldorf und Palermo[25] und des Schüleraustauschs zwischen dem Wim-Wenders-Gymnasium in Düsseldorf und des Istituto Regina Margherita in Palermo; Ausstellungsdauer 15. Januar 2024 bis 23. Februar 2024[26]
- Die ewige Magie der Champagne: Themenschwerpunkt Champagne in der Rubrik «Leben» in der Wirtschaftswoche (Heft 45/2024)[27]

## Auszeichnung
- 2009: Andere-Zeiten-Journalistenpreis für den Artikel Erkenntnis einer höheren Macht im Handelsblatt

## Belege
| Personendaten    | Personendaten                  |
| ---------------- | ------------------------------ |
| NAME             | Roos, Martin                   |
| KURZBESCHREIBUNG | deutscher Journalist und Autor |
| GEBURTSDATUM     | 1967                           |
| GEBURTSORT       | Düsseldorf                     |

1. ↑  Gedenkstätten NRW: ...und hinter den Gesichtern. Abgerufen am 1. Januar 2024.
2. ↑  Ulrich Raulff: Posen eines Handlungsreisenden, eine Rezension. In: www.faz.net. FAZ, 19. April 2001, abgerufen am 8. August 2021.
3. ↑  Westdeutsche Zeitung: „Jan Wellem im Schönheitssalon“: Martin Roos: Roman zwischen Satire und Boulevard-Komödie. 31. März 2017, abgerufen am 1. Januar 2024.
4. ↑  Martin Roos: Manao ahoana i Madagasikara? Wie geht es, Madagaskar? Geschichten vom sechsten Kontinent. In: http://www.heinz-kuehn-stiftung.de. Heinz-Kühn-Stiftung, abgerufen am 1. Januar 2024.
5. ↑  Perlentaucher. Abgerufen am 24. Januar 2024.
6. ↑  Bertelsmann-Verlag. Abgerufen am 24. Januar 2024.
7. ↑  Oberauer-Verlag. Abgerufen am 24. Januar 2024.
8. ↑  Neckar-Chronik: Fukushima-Requiem in der Neckarwehr-Maschinenhalle uraufgeführt. Abgerufen am 1. Januar 2024.
9. ↑  Film: FukushimaRequiem0311 für Gesang, Sprecher und kleines Orchester – Konzertauszug. Abgerufen am 21. Februar 2024 (deutsch).
10. ↑  Rheinische Post: Oberkasseler gibt Rednern Tipps. In: https://rp-online.de. 24. September 2016, abgerufen am 1. Januar 2024.
11. ↑  Westdeutsche Zeitung: „Jan Wellem im Schönheitssalon“: Martin Roos: Roman zwischen Satire und Boulevard-Komödie. In: www.wz.de. 31. März 2017, abgerufen am 1. Januar 2024.
12. ↑  Rheinische Post: Martin Roos: Debüt-Roman spielt im Schönheitssalon. In: https://rp-online.de. 24. April 2017, abgerufen am 6. Juni 2024.
13. ↑  Westdeutsche Zeitung: Kultur Kompakt: Fiktives Interview mit Heinrich Heine. In: www.wz.de. 17. Dezember 2019, abgerufen am 1. Januar 2024.
14. ↑  Champagne mon Amour. Abgerufen am 1. Januar 2024 (deutsch).
15. ↑  Antenne Düsseldorf: Der Talk mit Martin Roos vom 22. August 2021. In: https://www.antenneduesseldorf.de. Abgerufen am 1. Januar 2024.
16. ↑  WirtschaftsWoche: Buchauszug 111 Orte Champagne. In: https://blog.wiwo.de. WirtschaftsWoche, 13. September 2021, abgerufen am 16. Oktober 2021.
17. ↑  Die Unsichtbaren. In: die-unsichtbaren.net. 2021, abgerufen am 30. November 2022.
18. ↑  Emons Verlag GmbH: Roos, Martin. Abgerufen am 1. Januar 2024.
19. ↑  Die Weisheit des Champagners. Abgerufen am 1. Januar 2024 (deutsch).
20. ↑  Die deutsch-französische Freundschaft / Tom Jasny. Abgerufen am 24. Januar 2024.
21. ↑  Belgischer Rundfunk: 111 Orte in Zeeland, die man gesehen haben muss. 26. April 2023, abgerufen am 1. Januar 2024 (deutsch).
22. ↑  ARD: Interview mit Martin Roos: "Auf nach Zeeland". Abgerufen am 28. Juni 2024.
23. ↑  Heiko Buschmann: Zwei Buchtipps über die Urlaubsregion Zeeland. In: www.nrz.de. 28. April 2023, abgerufen am 1. Januar 2024 (deutsch).
24. ↑  WDR 2 : Interview mit Gisela Steinhauer und Martin Roos: "Auf nach Zeeland". In: www.1.wdr.de. 30. Juni 2024, abgerufen am 28. Juni 2024.
25. ↑  FAZ: Düsseldorf und Palermo sind jetzt Partnerstädte. In: FAZ.NET. 28. Juli 2015, ISSN 0174-4909 (faz.net [abgerufen am 25. März 2024]).
26. ↑  Kap1 Zentralbibliothek Landeshauptstadt Düsseldorf: 15.01.2024 - 23.02.2024 | Ausstellung: Amici, amici – Düsseldorf und Palermo. 15. Januar 2024, abgerufen am 15. Januar 2024.
27. ↑  Martin Roos: Die ewige Magie der Champagne. Wirtschaftswoche, 5. November 2024, abgerufen am 7. November 2024.